# Вільфред Боні
Вільфре́д Гемья́н Боні́ (фр. Wilfried Guemiand Bony; нар. 10 грудня 1988, Бінжервіль, Кот-д'Івуар) — івуарійський футболіст. Нападник збірної Кот-д'Івуару та катарського клубу «Аль-Арабі».

## Досягнення
- 2006
  - Володар кубка Кот-д'Івуару

- 2008
  - Переможець чеської футбольної ліги

- 2010
  - Чемпіон Чехії
  - Володар суперкубка Чехії

- Переможець Кубка африканських націй: 2015
- Срібний призер Кубка африканських націй: 2012